# Fratercula cirrhata
Il pulcinella o fratercula dai ciuffi (Fratercula cirrhata, Pallas 1769) è un uccello marino della famiglia degli alcidi.

## Sistematica
Fratercula cirrhata non ha sottospecie, è monotipico.

## Distribuzione e habitat
Questo uccello vive nel Pacifico: Russia e Giappone in Asia, e Alaska, Canada e Stati Uniti (fino alla California) in Nord America. Qualche esemplare è stato avvistato anche nell'Europa settentrionale (Svezia e Russia).

## Galleria d'immagini

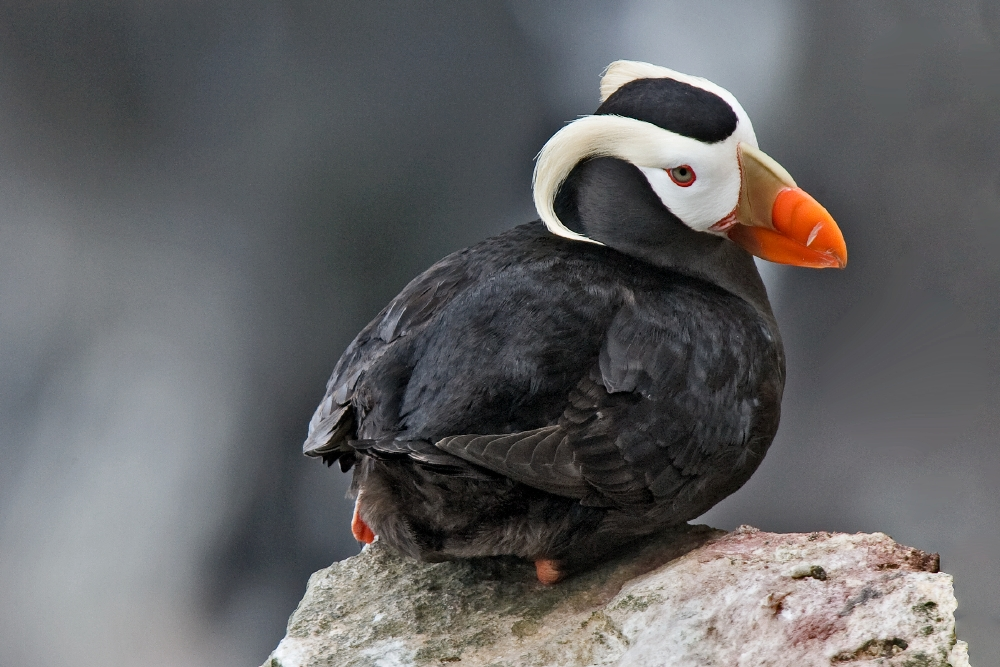
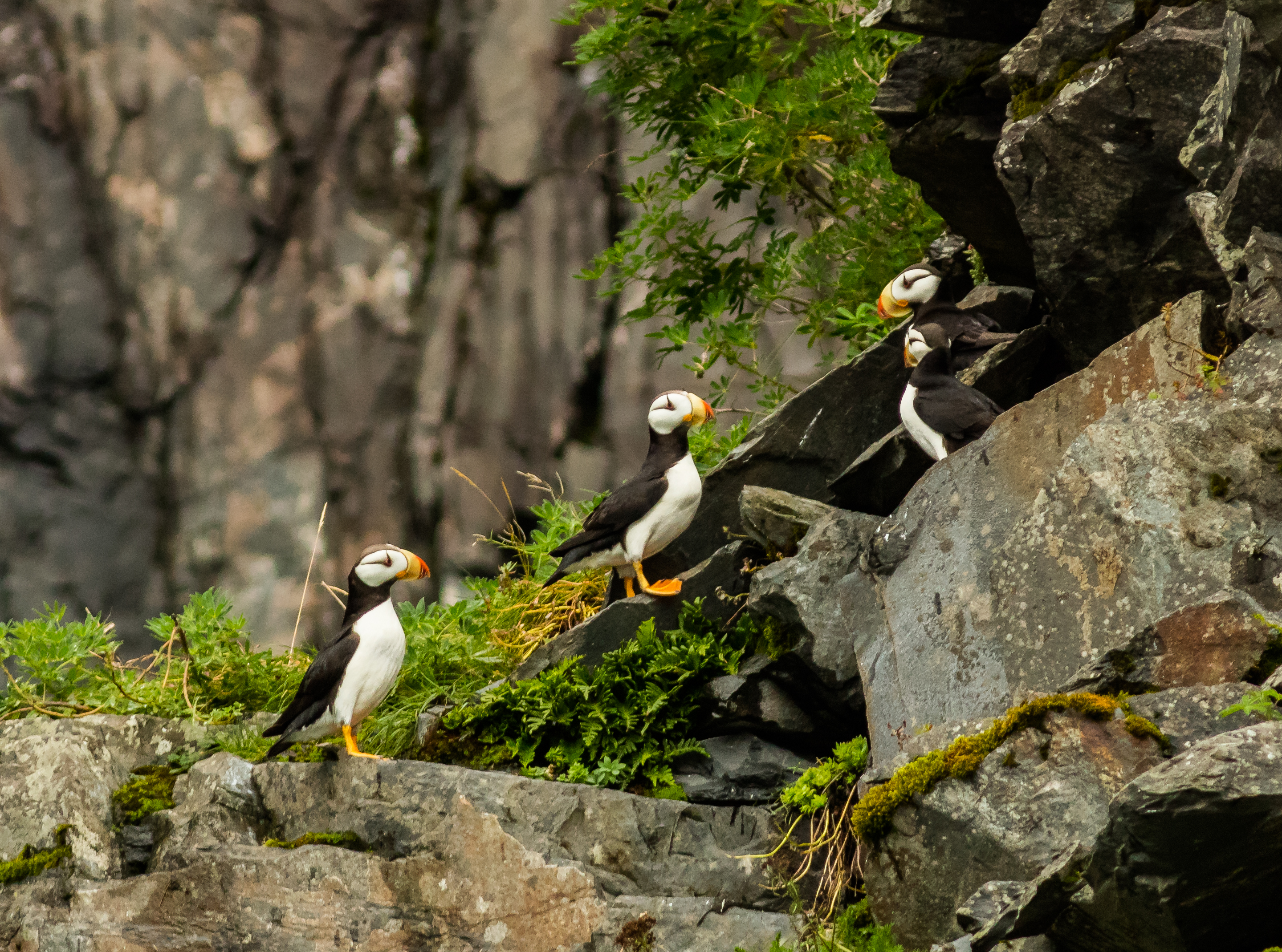
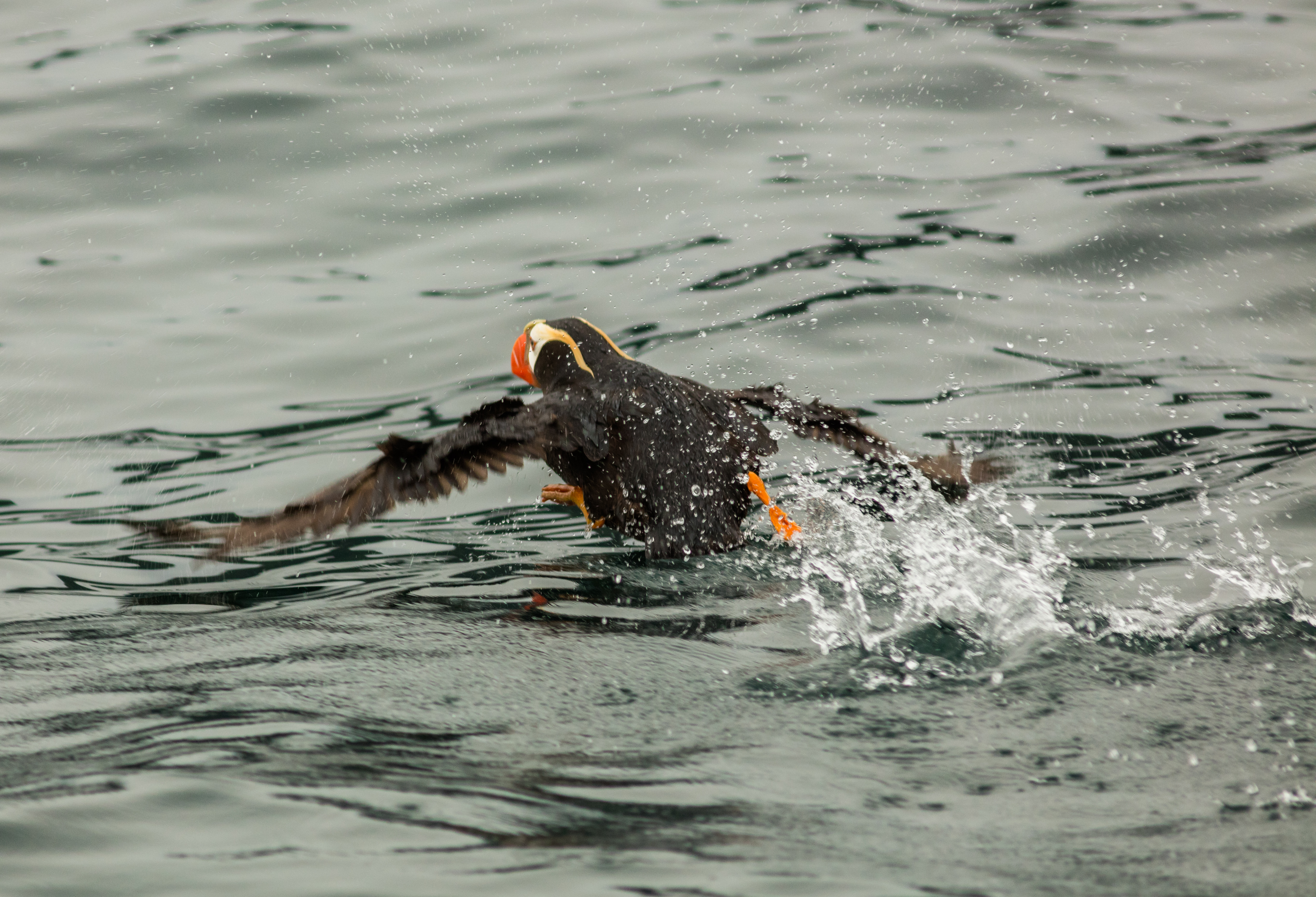
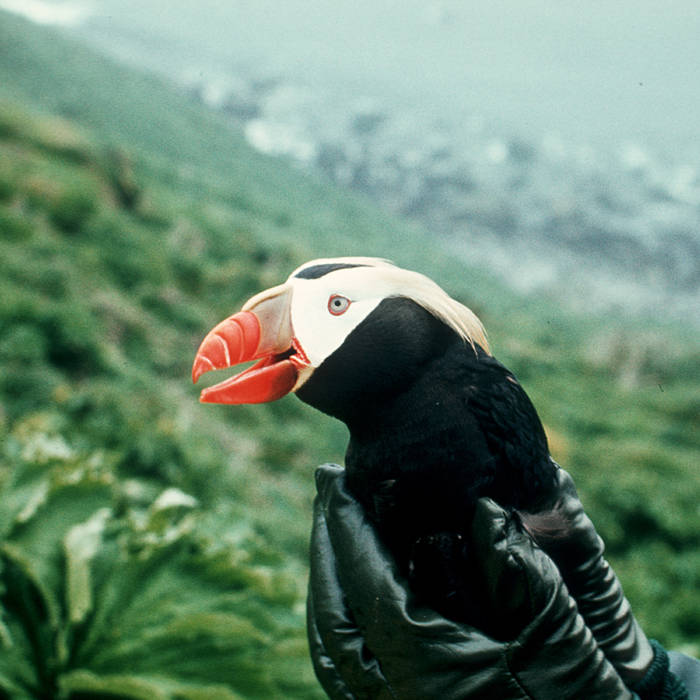